# Puissance de la parole
Pour plus de détails, voir Fiche technique et Distribution.
Puissance de la parole est un moyen métrage de 25 minutes réalisé par Jean-Luc Godard en 1988. Ce film a été financé par l'entreprise publique France Telecom. Le titre s'inspire d'une nouvelle éponyme d'Edgar Allan Poe.

## Synopsis
Après la rupture du couple, un homme tente de joindre la femme aimée au téléphone.
En miroir, un couple d’anges dialoguent à propos de la puissance matérielle de la parole.
Des images de la Terre, références à la création du monde et à l’Apocalypse, se mêlent à des tableaux de Max Ernst, Francis Bacon, Picasso. Jean-Luc Godard accole de multiples références picturales, cinématographiques (Le facteur sonne toujours deux fois), littéraires, musicales (chanson Take This Waltz interprétée par Léonard Cohen),.

## Distribution
- Lydia Andrei : Velma
- Jean Bouise : Monsieur Agatos
- Laurence Côte : Mademoiselle Oïnos
- Jean-Michel Iribarren : le pompiste